# Passerelle GDF de Vitry
La passerelle GDF de Vitry est une passerelle franchissant la Seine pour relier les communes de Vitry-sur-Seine et d'Alfortville.

## Accès
La passerelle joint le quai Jules-Guesde à Vitry-sur-Seine, au quai de la Révolution à Alfortville.

## Historique
Cette passerelle métallique qui appartient à GRTgaz servait à soutenir les canalisations de gaz destiné à l'Ile-de-France. En 2005, ces canalisations ont été remplacées par des conduits passant sous la Seine, puis la passerelle a été progressivement abandonnée et promise à la démolition.
Un projet de réaménagement du département de 2010 destiné à permettre aux piétons et aux cyclistes de traverser le fleuve est resté sans suite. La passerelle qui n'a cependant pas été démolie reste donc inaccessible en 2022.